# Trofeo de la Copa de Europa
El trofeo de la UEFA Champions League (fr. Trophée de la Coupe des Clubs Champions Européens, en. European Champion Clubs' Cup), también conocido como trofeo de la Copa de Europa, trofeo de la Liga de Campeones o simplemente Copa de Europa, es un galardón concedido anualmente por la UEFA al club de fútbol que gana la Liga de Campeones. Antes de 1992, la competición en su formato anterior se llamaba como el trofeo, siendo también conocida como la Copa de Europa. 
Han existido varios trofeos a lo largo de la historia, porque un club tenía el derecho a tener la copa en propiedad tras proclamarse campeón en cinco ocasiones o en tres consecutivas, con una nueva copa que se forjaba para la siguiente temporada. La insignia de campeón múltiple (en. multiple-winner badge) es una insignia otorgada por la UEFA a los clubes.
En España, se la apodó como La Orejona a causa de la forma de las asas y por esta razón el chileno Luis Omar Tapia, locutor de Fox Sports, popularizó ese apodo en el continente americano.

## El trofeo
El trofeo original de la Copa de Europa fue donado por el periódico deportivo francés L'Équipe. Este trofeo fue otorgado de manera permanente al Real Madrid en marzo de 1967. En ese momento, eran los campeones, habiendo ganado seis títulos en total, incluidos los cinco primeros de 1956 a 1960.

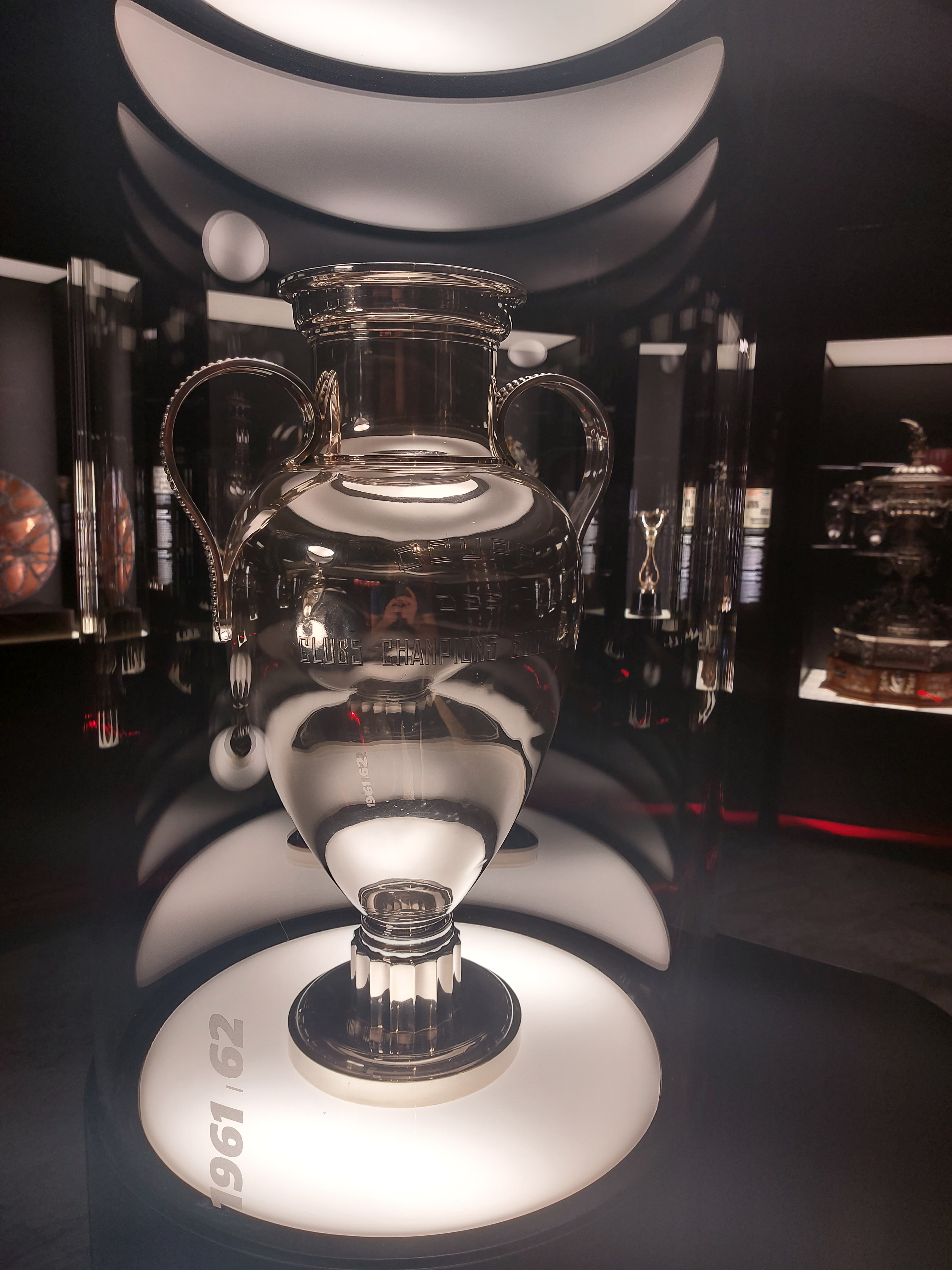
Antiguo trofeo, entregado hasta la temporada 1965-66.

El trofeo de reemplazo, con un diseño un poco diferente del original, fue encargado por la UEFA a Jörg Stadelmann, un joyero de Berna (Suiza). Con un coste de 10 000 francos suizos, hecha de plata, de 74 cm de alto y con un peso de 4 kg. Entre 1967 y 1994, el trofeo de la Copa de Europa llevaba en el frente la inscripción "Coupe des Clubs Champions Européens" en letras minúsculas. Esta versión fue obtenida en propiedad por el AC Milan en 1994, tras conquistar su quinto título continental.
A partir de 1995, con la confección de un nuevo trofeo, la inscripción frontal pasó a estar en letras mayúsculas. Además, se incorporó en la parte trasera el nombre de los clubes campeones a partir de esa edición, iniciando con "1994/95 AFC AJAX".
El trofeo actualmente en uso es el sexto en la historia del certamen. Se introdujo en 2006, luego de que el Liverpool ganara su quinta Copa de Europa en 2005 y adquiriera en propiedad la versión anterior. Esta nueva versión presenta como novedad la inclusión, en su parte trasera, de los nombres de todos los campeones desde la primera edición de la competición.

### Clubes que tienen el trofeo en propiedad

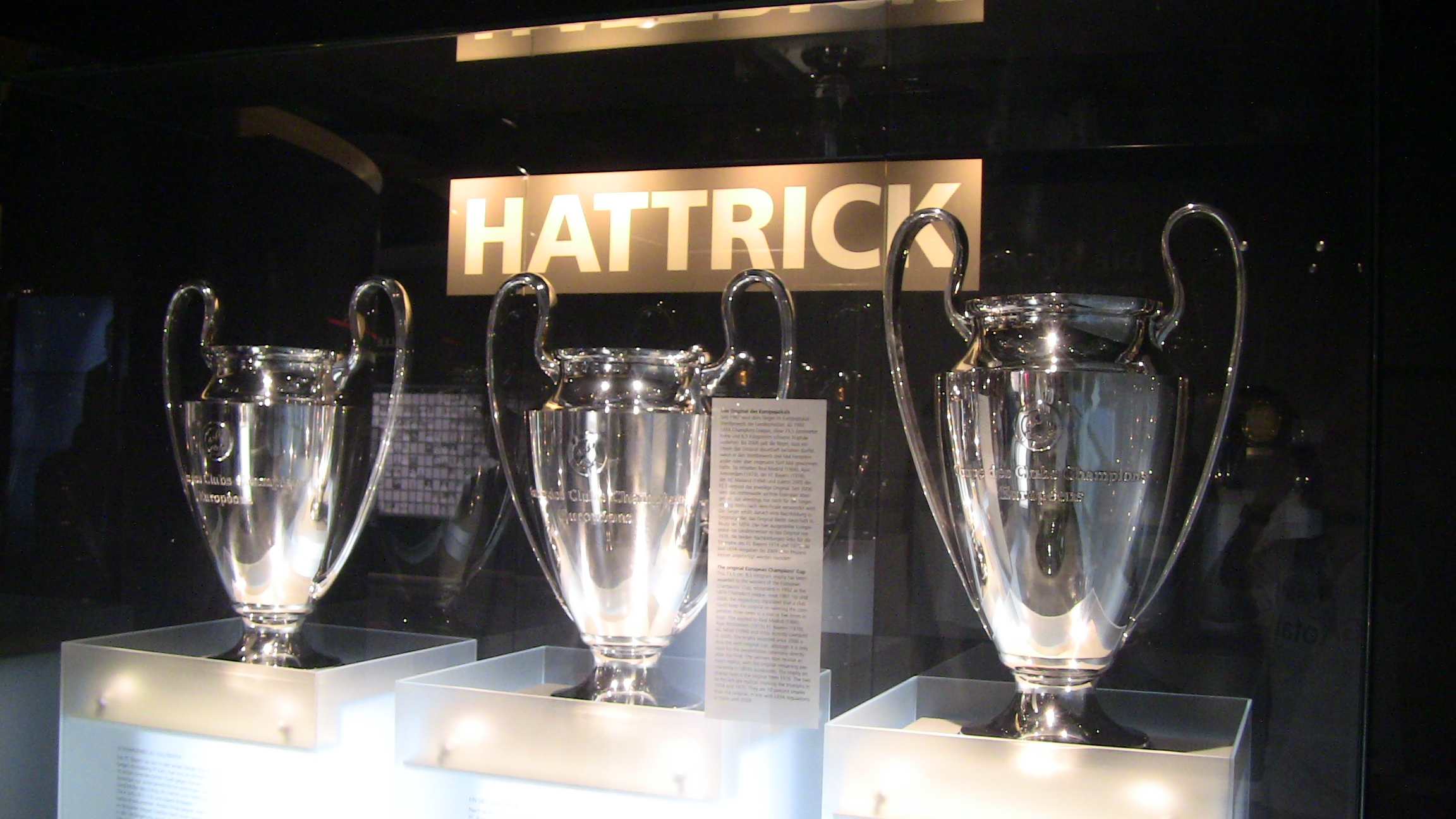
Los tres trofeos del Bayern Múnich entre 1974 y 1976: el original (derecha), otorgado en propiedad, y dos réplicas más pequeñas (izquierda).

Poseen el trofeo de Champions League en propiedad los equipos que son capaces de ganarla tres veces de forma consecutiva, o en su defecto, cinco veces alternas, y también la UEFA les otorga el derecho de portar en la manga un parche con la imagen del trofeo en el cual se indica el número de máximas conquistas que ha alcanzado el club en esta competición:
- Real Madrid C. F. (luego de lograr su sexto título en 1966)
- A. F. C. Ajax (luego de lograr su tercer título consecutivo en 1973)
- F. C. Bayern de Múnich (luego de lograr su tercer título consecutivo en 1976).
- A. C. Milan (luego de lograr su quinto título en 1994).
- Liverpool F. C. (luego de lograr su quinto título en 2005).

Hasta la temporada 2007-08, los equipos que se proclamaban campeones (excepto por tercera vez consecutiva o quinta alterna) debían devolver el trofeo dos meses antes de la final del año siguiente, entregándoseles a cambio una réplica a escala menor.
Desde la temporada 2008-09, la UEFA es la propietaria ad eternum del trofeo y entrega una réplica exacta al campeón, no otorgándose nunca más el trofeo auténtico en propiedad a aquellos equipos que hubieran ganado el torneo por tercera vez consecutiva o quinta alterna. En cambio, en aquellos casos en que un equipo completa el ciclo de 3 títulos consecutivos o 5 alternos, se otorga un distintivo especial como campeón múltiple que lleva en la manga izquierda de la camiseta, que indica la cantidad de copas ganadas en total, actualizable cada vez que sale campeón.

## Emblemas de campeón

### Emblema de campeón múltiple

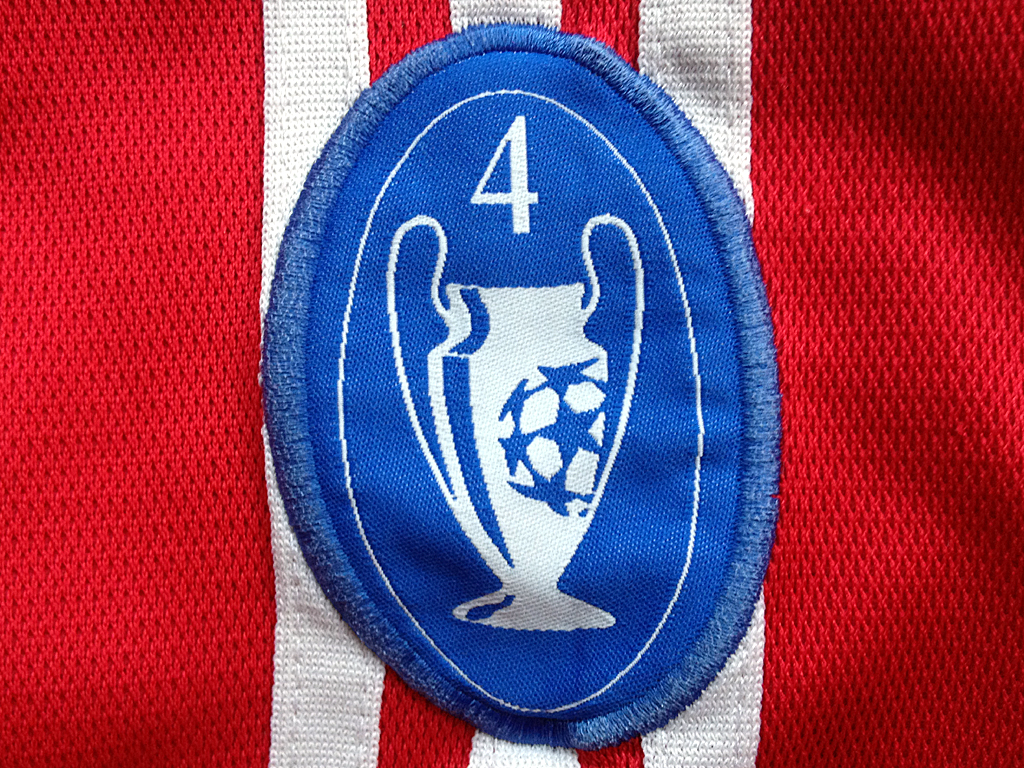
Antiguo parche de campeón múltiple.

Desde el comienzo de la temporada 2000-01, cuatro clubes (Real Madrid C. F., A. F. C. Ajax, F. C. Bayern de Múnich y A. C. Milan) tienen derecho a portar en la manga izquierda de la camiseta una insignia de campeón múltiple (en inglés, multiple-winner badge). Para poder obtenerla dichos equipos deben ganar tres trofeos consecutivos o en su defecto cinco alternos. 
Desde entonces, los equipos que portan el emblema de campeón múltiple son: 
- Real Madrid C. F.
- A. F. C. Ajax
- F. C. Bayern de Múnich
- A. C. Milan
- Liverpool F. C. (luego de haber obtenido su quinto título de forma alterna en 2005)
- F. C. Barcelona (luego de haber obtenido su quinto título de forma alterna en 2015)

A diferencia de la antigua norma de obtención del título en propiedad, la cuenta para recibir el distintivo no vuelve a comenzar cuando un equipo logra alguno de dichos ciclos, sino que se mantiene.
El diseño de la insignia consta de un óvalo en posición vertical con fondo plateado, conteniendo en su interior en color blanco, el logo actual de la silueta del trofeo de la competición y el número de títulos conquistados por el club, con la tipografía oficial de UEFA. El diseño del emblema entre las temporadas 2000-01 y 2011-12, era también de forma ovalada, pero con el interior azul claro hasta la temporada 2007-08 (posteriormente azul oscuro), con la silueta del trofeo y el número de títulos en color blanco, con una tipografía diferente de la actual.
Desde la temporada 2021-22 el número de títulos se encuentran en el logotipo de la champions en la manga derecha, en color blanco el número de copas.

### Emblema de campeón vigente

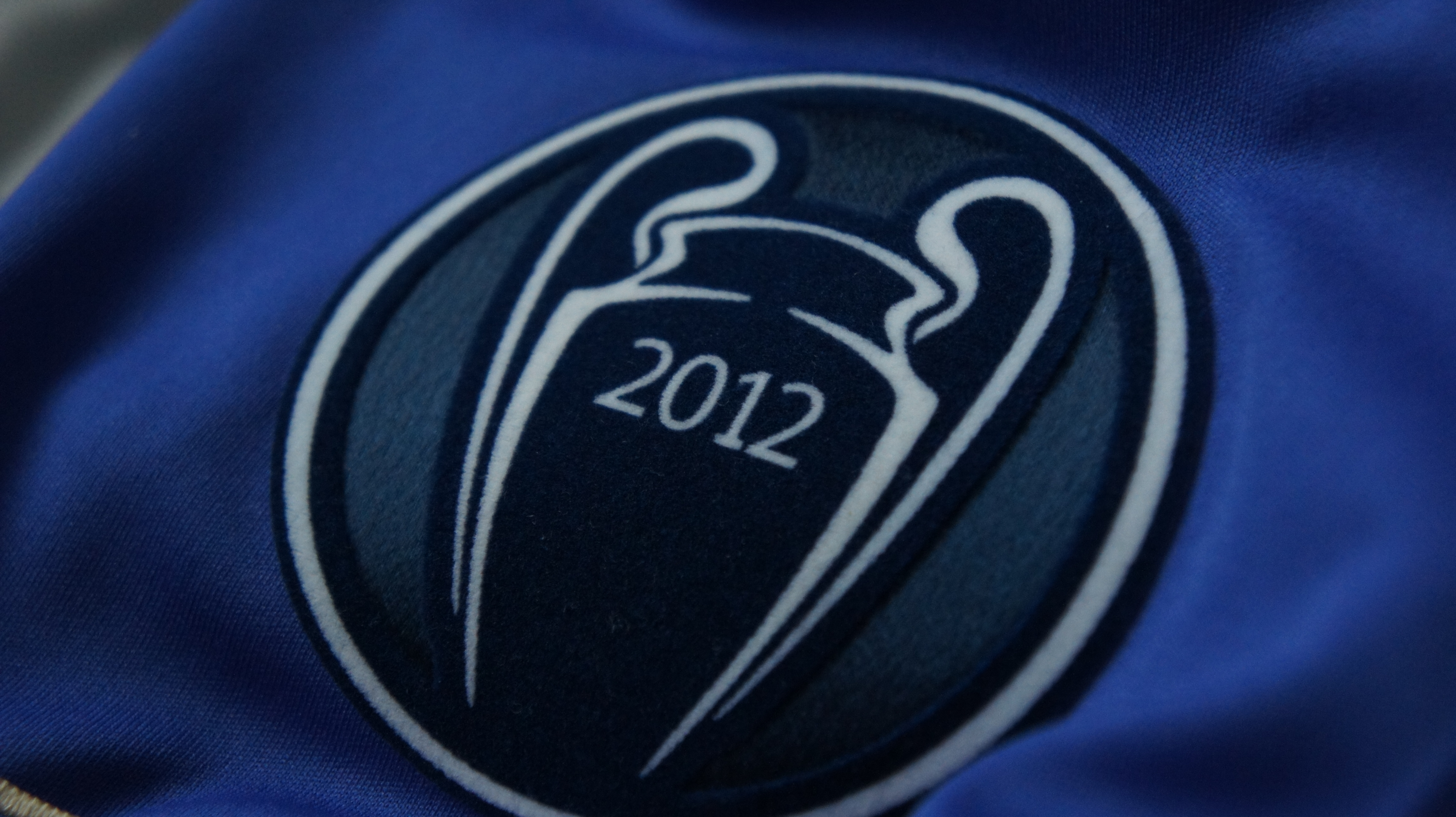
Emblema de campeón vigente.

En la temporada 2004-05 se instauró que el equipo campeón, en lugar del parche regular que usa el resto de equipos participantes, lleve en la manga derecha un parche especial alusivo a la gesta del título logrado. El primer equipo en portarlo fue el F. C. Porto con el parche alusivo a la temporada 2003-04, siendo su primer diseño un círculo de color azul con dos estrellas blancas en el margen superior izquierdo y el año en el centro, también en color blanco.
La segunda versión del parche se utilizó solamente en la temporada 2009-10, consistía de un círculo azul con la silueta del trofeo y la palabra «CHAMPIONS» abajo de ella en color blanco. El único equipo en utilizarlo fue el F. C. Barcelona.
El parche tuvo un rediseño en la temporada 2010-11 siendo el Inter de Milán el primer equipo en usarlo, el nuevo diseño consistía en un círculo de color azul con tres estrellas blancas en el margen inferior derecho y el año en blanco ubicado en el centro.
El actual diseño, vigente desde el inicio de la temporada 2012-13, consiste en un círculo azul con la silueta del trofeo y el año en color blanco. El primer equipo en portarlo fue el Chelsea F. C. En 2021 hubo un leve cambio por el que se quitó el año del título, quedando solamente la silueta del trofeo. Han empleado este diseño un total de seis equipos: Real Madrid Club de Fútbol en seis ocasiones (2014, 2016, 2017, 2018, 2022 y 2024), Chelsea Football Club en dos oportunidades (2012 y 2021), Fußball-Club Bayern en dos ocasiones (2013 y 2020), Fútbol Club Barcelona (2015), Liverpool Football Club (2019) y Manchester City Football Club (2023).